# 찬펭순
찬펭순(Chan Peng Soon, 陈炳顺)은 말레이시아 화교 남자 배드민턴 선수다. 고리우잉(Goh Liu Ying, 吴柳莹)과 혼성복식 파트너로 뛰었었다.